# Hans Schuster
Hans Schuster (ur. 7 grudnia 1888 w Östersund, zm. 10 czerwca 1970) – szwedzki lekkoatleta.

## Kariera
Brał udział w maratonie na Letnich Igrzyskach Olimpijskich 1920, którego nie ukończył.